# Овод лошадиный
Овод лошадиный, или овод-крючок, или крючок (лат. Gasterophilus intestinalis) — вид насекомых из семейства оводов, подсемейства Gasterophilinae. Принадлежит к наиболее распространённым видам. Распространён повсеместно. Относится к синантропным мухам.

## Описание
Тело длиной 12-16 мм, жёлто-бурого цвета, с тёмными пятнышками, шелковисто-волосистое. Лицо атласно-белое, под усиками буроватое. Задняя половина спинки чёрная, передняя с серовато-белыми волосками. На середине крыла дымчатая поперечная полоска, у вершины два таких же пятнышка.

## Жизненный цикл

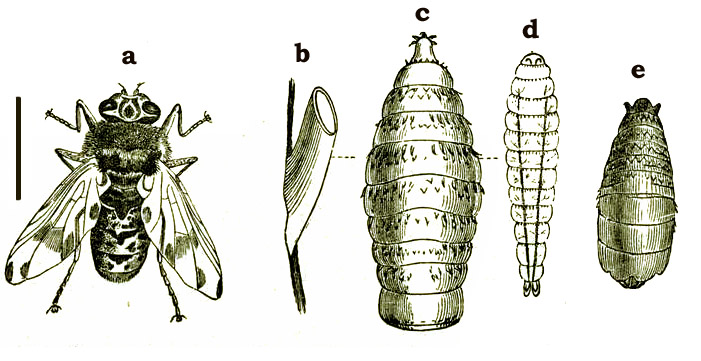
Стадии развития насекомого

Летает с июня по октябрь. Оплодотворённая самка выискивает лошадь, мула или осла, на которых она откладывает яйца. Может также откладывать яйца на его кормовые растения. Одна самка откладывает до 500 яиц. Быстрота роста их зависит от температуры окружающей среды и от состояния самого животного.
Приклеивает яички на лету, по одному, на волосы передних ног, груди и шеи животного. Яички длиной 1,25 мм, белые и потому на тёмной лошади хорошо заметные. Через 4-5 дней (по Joly — через 25 дней) вылупляются личинки, которые при активном продвижении внедряются в кожу и проделывают в ней ходы, нарушая целостность кожного покрова и вызывая сильный зуд. Тогда они слизываются языком лошади и попадают таким образом в её полость рта. Но, и помимо того, могут самостоятельно добираться до рта, цепляясь за волосы своими шипиками и крючками.
С пищей личинки проходят в кишечник и там укрепляются с помощью своих ротовых крючков в слизистой оболочке глотки, пищевода или желудка, собираясь таким образом в одной лошади сотнями и даже тысячами. Каждая личинка обрастает на своем переднем конце опухолью прилежащих тканей, которая плотно охватывает при этом шипики её тела, и прочно удерживает таким образом на месте в течение всей зимы. Весной, примерно в мае, она достигает длины 20 мм, сбрасывает шкурку, удерживавшую её в ране, приобретает мясо-красную окраску и вместе с испражнениями выпадает наружу. Окукливается в земле или в навозе и через месяц окрыляется.